# Bucza (rzeka)

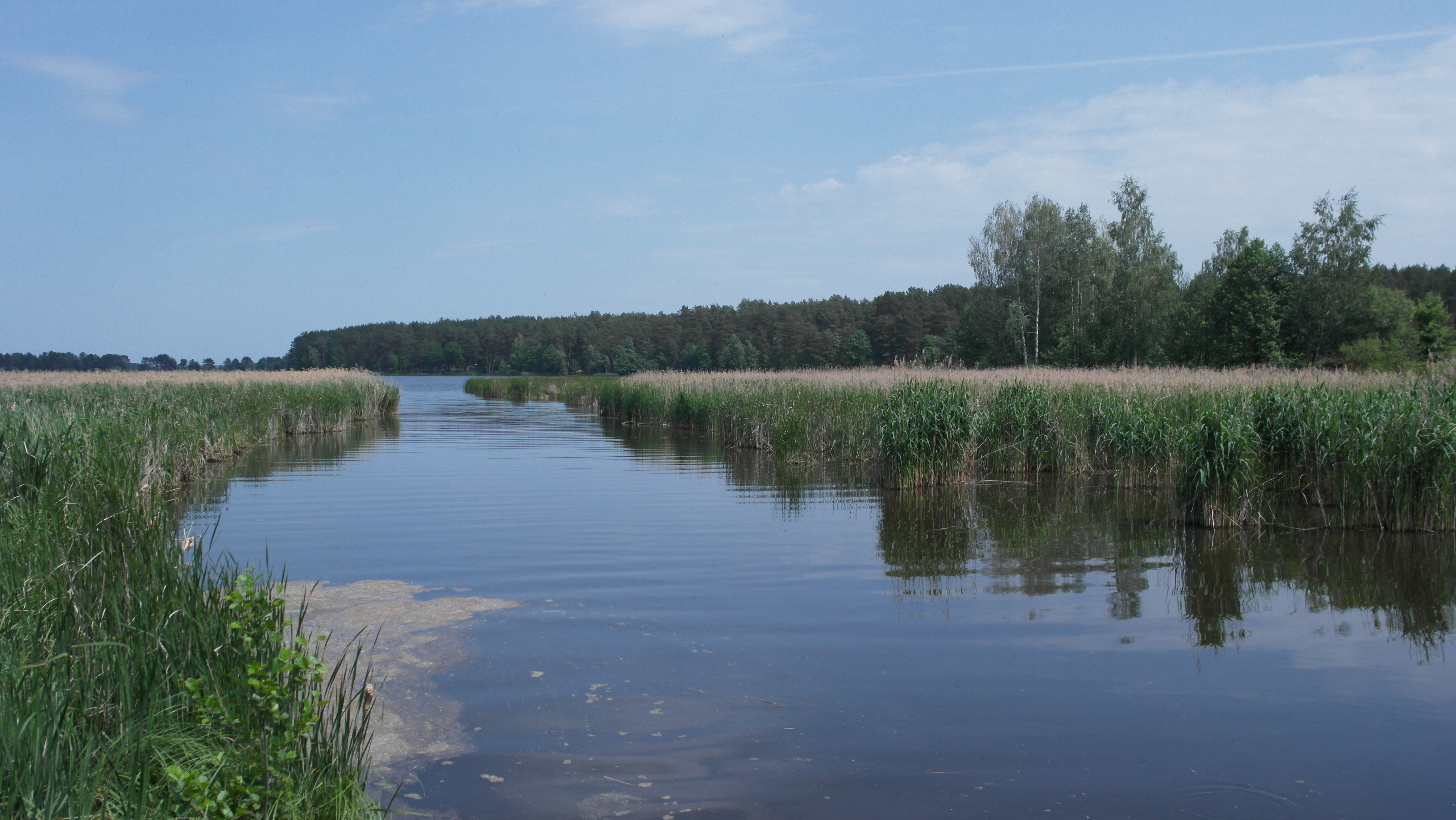
Rzeka w Buczy

Bucza (ukr. Буча) – rzeka na Ukrainie, w dorzeczu Dniepru, lewy dopływ Irpienia.
Nad Buczą leży m.in. wieś Bucza i miasta Irpień i Bucza (na rzece biegnie granica między miastami), powyżej których Bucza uchodzi do Irpienia.